# Katai Tayama
Katai Tayama (田山 花袋?, Tayama Katai; Tatebayashi, 22 gennaio 1872 – Tokyo, 13 maggio 1930) è stato uno scrittore giapponese.
Ritenuto uno dei maggiori esponenti del naturalismo giapponese, è famoso soprattutto per le sue opere Futon e Jūemon no saigo.

## Biografia
Katai Tayama nasce il 22 gennaio 1872 a Tatebayashi, nella prefettura di Gunma, con il nome di Tayama Rokuya, sesto figlio di una famiglia di origini samuraiche. In seguito alle riforme Meiji, per provvedere alla famiglia numerosa, il padre Tayama Shōjūrō entra nelle forze di polizia a Tokyo, ma dopo essersi arruolato volontariamente nell’esercito, viene ucciso nell’aprile del 1877 durante la ribellione di Satsuma. A causa della grave condizione economica della famiglia, Katai, a soli nove anni, viene mandato a Tokyo con il fratello maggiore e una sorella per trovare lavoro. Viene assunto come garzone in una libreria, ma perde il lavoro ed è costretto a tornare a Tatebayashi nel 1882. Il suo esordio letterario risale al 1885 quando, con i compagni di scuola, compila una raccolta di poesie illustrata, Jōnuma Shiji Zatsuei, in cui scrive kanshi ("poesia in cinese").
Grazie al supporto economico del fratello maggiore Miyato, nel 1886 tutta la famiglia si trasferisce a Tokyo. Qui Katai segue le lezioni di poesia del famoso Matsuura Tatsuo, avvicinandosi al waka ("poesia in giapponese") ed entrando in contatto con altri futuri scrittori di successo come Doppo Kunikida, Ōta Gyokumei e Kunio Yanagita. Inizia inoltre a pubblicare diari di viaggio nel giornale Eisai Shinshi e nel 1889 scrive il suo primo lavoro in prosa: Aki no Yū. Non riesce a concludere gli studi di legge, interrotti per mancanza di denaro, né ad accedere al servizio militare a causa dei suoi problemi di vista.
Katai si ammala di tifo nel 1890, e dopo la sua guarigione, la madre inizia a criticarlo per la mancanza di un lavoro fisso. In questo periodo decide di fare della letteratura la sua professione. Con l'aiuto di Kōyō Ozaki fa conoscenza dello scrittore Suiin Emi che lo avvia alla carriera letteraria, aiutandolo a pubblicare i suoi lavori nonostante molti siano ispirati ad opere di altri autori.
Nel 1892 usa per la prima volta lo pseudonimo Katai e lo stile del genbun itchi per pubblicare Rakkason, e ottiene il suo primo vero compenso per la pubblicazione di Shin Sakuragawa. Un anno più tardi traduce I cosacchi di Tolstoj dall'inglese, grazie agli studi condotti presso la Sokusei Gakkan. Si interessa molto alla letteratura europea, e ne sono esempi le citazioni di Turgenev, Tolstoj e Daudet in Tōkyō no Sanjūnen (1917). Viene influenzato soprattutto dalla lettura di opere di Émile Zola e Guy Maupassant e dai naturalisti tedeschi. Si unisce al gruppo di romantici raccolti attorno alla rivista Bungakukai nel 1896, e stringe una profonda amicizia con Doppo Kunikida.
Il 1899 è un anno pieno di importanti eventi per Katai. In febbraio si sposa con la sorella di Ōta Gyokumei, Risa, con la quale avrà cinque figli. Nell'agosto dello stesso anno sua madre muore, e in settembre inizia a scrivere per il giornale Hakubunkan grazie al supporto di Emi Suiin. Riesce a leggere l’intera opera di Maupassant, del quale produce numerosi adattamenti e traduzioni. Ottiene il successo come scrittore grazie a Jūemon no saigo ("La fine di Jūemon," 1902), ispirato al Katzensteg di Hermann Sudermann.
Nel 1903, Michiyo Okada, ammiratrice di Katai, gli scrive per chiedergli di diventare sua allieva. Arriva a Tokyo nel febbraio 1904, poco prima che Katai venga inviato in Manciuria come corrispondente di guerra. Questa esperienza lo porterà a scrivere diverse storie, fra cui Ippeisotsu (Un soldato, 1908). Pur non iniziando una relazione con l'allieva, lo scrittore sfrutta la tensione romantica come materiale per il suo lavoro più ambizioso, Futon (1907). Ispirato a Einsame Menschen di Hauptmann, è ritenuto il primo esempio di shishōsetsu (romanzo dell'io), nonostante attiri parecchie critiche negative dovute alla descrizione dei pensieri più intimi del protagonista. 
Nel decennio che va dal 1904 al 1914, Katai scrive numerosi saggi sulla letteratura, tra i quali Rokotsunaru byōsha, nel quale esprime la propria predilezione per una descrizione priva di abbellimenti retorici e per una resa più realistica. Per questo motivo critica anche il gruppo dei Ken'yusha (Società degli amici del calamaio), di cui Kōyō Ozaki fa parte, ritenendoli più interessati alla tecnica letteraria che al contenuto delle loro opere.
Nel 1907 inizia una relazione con la geisha Yone IIda. Questa esperienza si rivela essere molto infelice e lo condurrà alla depressione. Si ritira per ben due volte in meditazione, la prima nel 1913 nel tempio di Inō a Nikko e la seconda nel 1916 a Fujimi. Il 1º settembre 1923 il Grande Terremoto colpisce il Kanto, e tra le tante abitazioni distrutte c’è anche quella di IIda Yone. Katai compra una nuova casa alla donna che decide di abbandonare la sua professione di geisha per stare con lui.
Dopo un viaggio in Manciuria e Mongolia la sua salute inizia a peggiorare: ha un'emorragia cerebrale e poco dopo gli viene diagnosticato un cancro alla gola. Continua a scrivere perlopiù articoli fino all’aprile del 1930, quando le sue condizioni fisiche lo costringono ad essere ricoverato in ospedale. Decide di trascorrere gli ultimi giorni nella sua dimora a Yoyogi, dove gli fanno visita molte figure di spicco dell’ambiente letterario, come Shimazaki Tōson.
Muore per cancro alla gola il 13 maggio dello stesso anno.

## Futon
Tra il 1902 e il 1903, Katai legge la versione inglese dell’opera Einsame Menschen di Hauptmann. Viene particolarmente colpito dallo stile e dall’avversione mostrata nei confronti delle convenzioni sociali come la monogamia. Quest’ultimo tema interessa Katai a livello personale: insoddisfatto del rapporto con la moglie, rivede sé stesso nel protagonista, Johannes. Qualche anno più tardi, con l’arrivo di Okada Michiyo, l’autore sembra vivere in una sua personale versione dell’opera di Hauptmann, tanto che definisce la studentessa la sua “Anna Mahr” in Tōkyō no Sanjūnen. Futon è ritenuto uno dei primi esempi di shishōsetsu poiché Katai utilizza la propria vicenda personale come base per la trama, seppur con qualche modifica.
Takenaka Tokio, alter ego di Katai, è uno scrittore infelice del proprio matrimonio. La sua vita è scossa dall’arrivo di Yokoyama Yoshiko, una sua allieva molto più giovane di lui, emblema della donna moderna che condivide i suoi stessi interessi letterari. Innamoratosi della ragazza, Tokio è combattuto tra la tensione che prova nei suoi confronti e i suoi doveri di uomo sposato. La sua situazione peggiora ulteriormente quando la ragazza si innamora di un suo coetaneo, Tanaka. Tokio, sopraffatto dalla gelosia, decide di rivelare al padre della ragazza la relazione dei due costringendola a tornare a casa in provincia.
Futon rappresenta inoltre l'applicazione pratica delle teorie espresse da Katai all'interno di Rokotsunaru byōsha. Attratto dalle opere dei naturalisti francesi, ma soprattutto tedeschi, e dal realismo delle loro descrizioni, Katai sostiene il bisogno di rappresentare la realtà così com'è. Da queste idee nasce il saggio Rokotsunaru byōsha, "La descrizione cruda", in cui lo scrittore sottolinea la necessità di esprimersi, nella letteratura, senza l'utilizzo di vuote espressioni retoriche, tanto amate dai suoi predecessori.
Nonostante le numerose voci positive, molti sono anche i giudizi negativi legati soprattutto al particolare stile di scrittura. Alcuni critici, per esempio, non approvano la scelta di narrare eventi troppo vicini alla reale vita dell'autore, eliminando la distanza tra lo stesso Katai e il suo personaggio Tokio. La differenza tra autore e personaggio sbiadisce soprattutto nelle frasi in cui il soggetto è sottinteso: sebbene la narrazione sia in terza persona singolare, in assenza di kare (“egli”), sembra che i pensieri di Tokio vengano espressi in modo diretto, come in un monologo. Questo effetto viene perso nella traduzione in altre lingue.

## Opere principali
- 1891, Uribatake (瓜畑, Il campo di meloni)
- 1899, Furusato (ふる郷, Città natale)
- 1902, Jūemon no saigo (重右衛門の最期, La fine di Jūemon)
- 1907, Futon (蒲団, Il futon)
Il futon, Venezia, Marsilio, 2015. ISBN 9788831721462.
- 1908, Ippeisotsu (一兵卒, Un soldato)
- 1908, Sei (生,Vita)
- 1909, Tsuma (妻, Moglie)
- 1909, Inaka Kyōshi (田舎教師, Il maestro di campagna)
- 1910, En (縁, Legami)
- 1916, Toki wa Sugiyuku (時は過ぎ行く, Il tempo passa)
- 1917, Tōkyō no Sanjunen (東京の三十年, Trent'anni a Tokyo)
- 1917, Ippeisotsu no jūsatsu (一兵卒の銃殺, La fucilazione di un soldato)
- 1918, Zansetsu (残雪, L'ultima neve)
- 1927, Momoyo (百夜, Cento notti)